# Паралельна тональність
Паралельні тональності — парні тональності мажору і мінору, що мають ідентичні ключові знаки. Тоніка паралельного мінору розташована на півтора тону (на малу терцію) нижче тоніки мажору. Повний перелік використовуваних в музиці тональностей:
- До-бемоль мажор — ля-бемоль мінор (7 знаків бемоль).
- Соль-бемоль мажор — мі-бемоль мінор (6 знаків бемоль).
- Ре-бемоль мажор — сі-бемоль мінор (5 знаків бемоль).
- Ля-бемоль мажор — фа мінор (4 знаки бемоль).
- Мі-бемоль мажор — до мінор (3 знаки бемоль).
- Сі-бемоль мажор — соль мінор (2 знаки бемоль).
- Фа мажор — ре мінор (1 знак бемоль).
- До мажор — ля мінор (немає знаків).
- Соль мажор — мі мінор (1 знак дієз).
- Ре мажор — сі мінор (2 знаки дієз).
- Ля мажор — фа-дієз мінор (3 знаки дієз).
- Ми мажор — до-дієз мінор (4 знаки дієз).
- Сі мажор — соль-дієз мінор (5 знаків дієз).
- Фа-дієз мажор — ре-дієз мінор (6 знаків дієз).
- До-дієз мажор — ля-дієз мінор (7 знаків дієз).